# Ґліцинія японська
Ґліцинія японська (Wisteria floribunda) — вид квіткових рослин роду ґліцинія з родини бобових (Fabaceae) походженням з Японії. Зростає до 9 м, це дерев'яниста листяна ліана. Вперше її завезли з Японії до США в 1830-х роках. З тих пір вона стала однією з найбільш романтизованих квітучих садових рослин. Це також загальновживана рослина для влаштування бонсай, поряд з ґліцинією китайською (Wisteria sinensis).
Цвітіння ґліцинії японської, можна вважати найефектнішим у її роді. У неї найдовші квіткові кетяги серед ґліциній; вони можуть досягати майже півметра завдовжки. Ці кетяги утворюють довгі ряди білих, рожевих, фіолетових або синіх квітів у період від початку і до середини весни. Квіти мають характерний аромат, подібний до запаху винограду. Ранній період цвітіння ґліцинії японської може бути проблематичним у помірному кліматі, де ранні заморозки можуть знищити квіти поточного року. Ця ліана вперше зацвітає лише після переходу з іматурного стану до генеративного періоду, і цей перехід може тривати багато років, як і у її родички ґліцинії китайської.
Ґліцинія японська може виростати понад 30 метрів (98 фут) завдовжки за підтримки багатьма опорами за допомогою потужних стебел, що закручуються за годинниковою стрілкою. Перистоскладні листки складаються з блискучих, темно-зелених листочків, такий складний листок досягає 10—30 сантиметрів (3,9—11,8 дюйм) завдовжки. На листках розміщено 9-13 довгастих листочків, кожна яких становить 2—6 сантиметрів (0,79—2,36 дюйм) довгий. Після відцвітання зав'язь утворює численні отруйні, коричневі, оксамитові, схожі на боби насіннєві стручки 5—10 сантиметрів (2,0—3,9 дюйм) довго, що дозрівають влітку і зберігаються до зими. Ґліцинія японська воліє вологі ґрунти та сонце в зонах 5-9 стійкості рослин USDA. Рослина часто живе понад 50 років.

## Сорти
Позначені agm отримали нагороду Королівського садівничого товариства за садові заслуги.
- 'Burford'agm[6] — блідо-фіолетовий з фіолетовим кілем
- 'Domino' agm[7] — блідо-бузковий
- 'Hon-beni' або 'Rosea'agm[8] — квіти блідо-трояндових фіолетових, 18 дюйм (46 см) завдовжки
- 'Issai Perfect' — легкі квіти кольору лаванди
- 'Ito Koku Riu' або 'Royal Purple' — темно-сині або фіолетові квіти, з легким запахом, довгі грона китиць, 30—50 см (12—20 дюйм) довгий
- 'Jako' або 'Ivory Tower'
- 'Кімоно'agm[9]
- 'Kokuryu'agm[10] — фіолетовий, запашний
- 'Kuchibeni' або 'Carnea' — рожева квітка
- «Лоуренс»agm[11] — блідо-фіолетові квіти, глибший фіолетовий кіл і крила
- 'Longissima Kyushaku' — лілово-фіолетові квіти на кисті до 6 фут (1,8 м)[12] або навіть 7 футів (2,1 м)[13] в довжину
- 'Macrobotrys' або 'Longissima' — червоно-фіолетові грона квітів 1 м (3,3 фут) або довші
- 'Macrobotrys Cascade' — білі та рожево-фіолетові квіти, енергійний виробник
- 'Nana Richins Purple' — фіолетові квіти
- 'Nishiki' — строката листя
- 'Plena' або 'Violaceae Plena' — подвійні блакитні квіти в щільних гронах
- 'Praecox' або 'Domino' — фіолетові квіти
- 'Purpurea' — невідомо — може бути Wisteria sinensis 'Consequa', іноді позначена як purpurea
- «Rubra» — невідомо — може бути «Honbeni» — іноді позначається як Rubrum — насичено-рожеві до червоних квітів
- 'Shiro-noda' (W. floribunda f ' alba)agm[14] — довгі білі квіткові грона
- 'Texas Purple'- це може бути W. sinensis або гібрид, короткі китиці, фіолетові квіти, які з'являються поки рослина ще молода
- 'Violacea Plena' — квіти подвійні фіолетові, у формі розетки
- 'White with Blue Eye' — також відомий як «Sekines Blue» — дуже ароматний[15]
- 'Yae-kokuryu'agm[16]

## Галерея

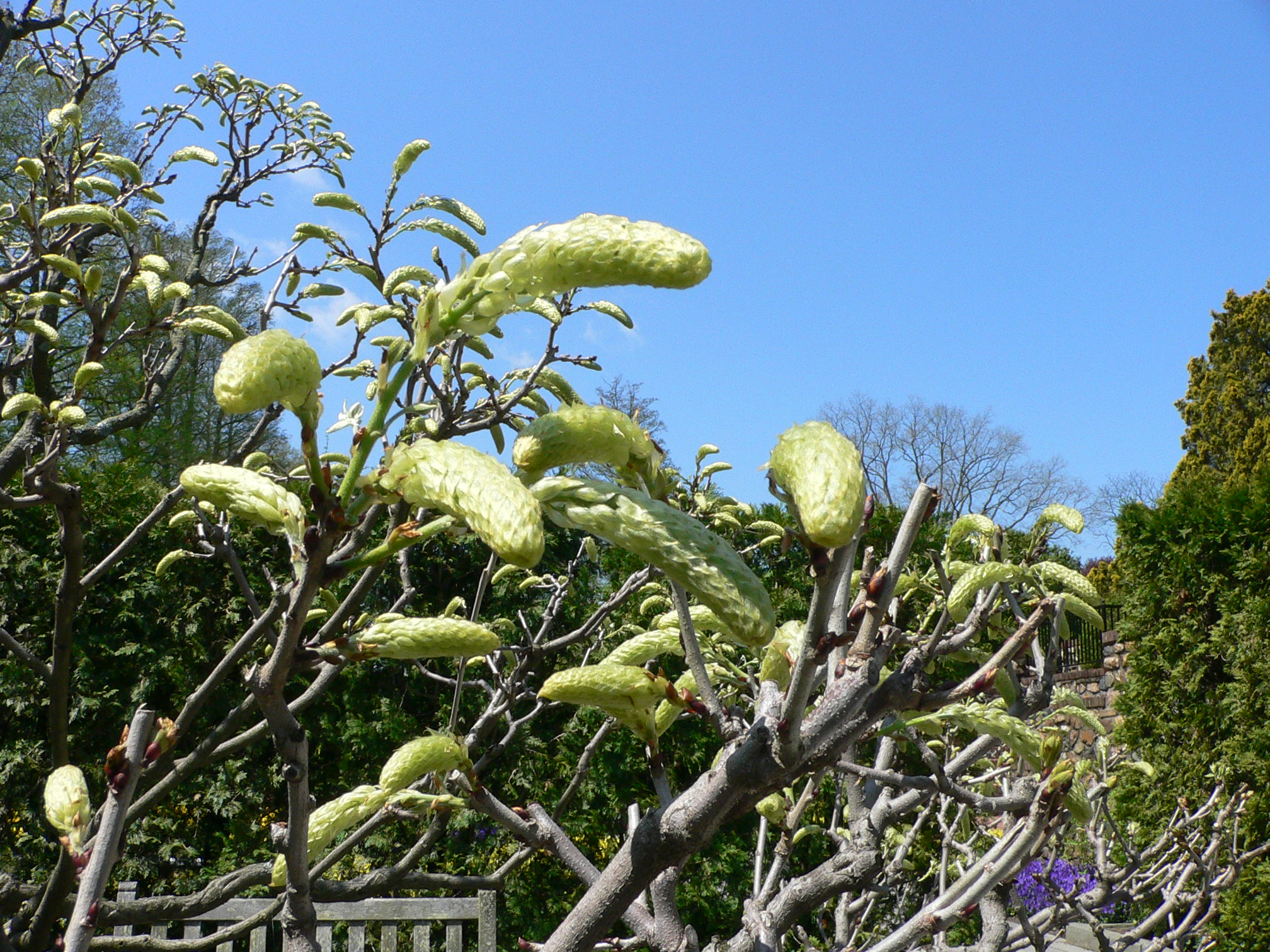
Суцвіття з квітковими бруньками
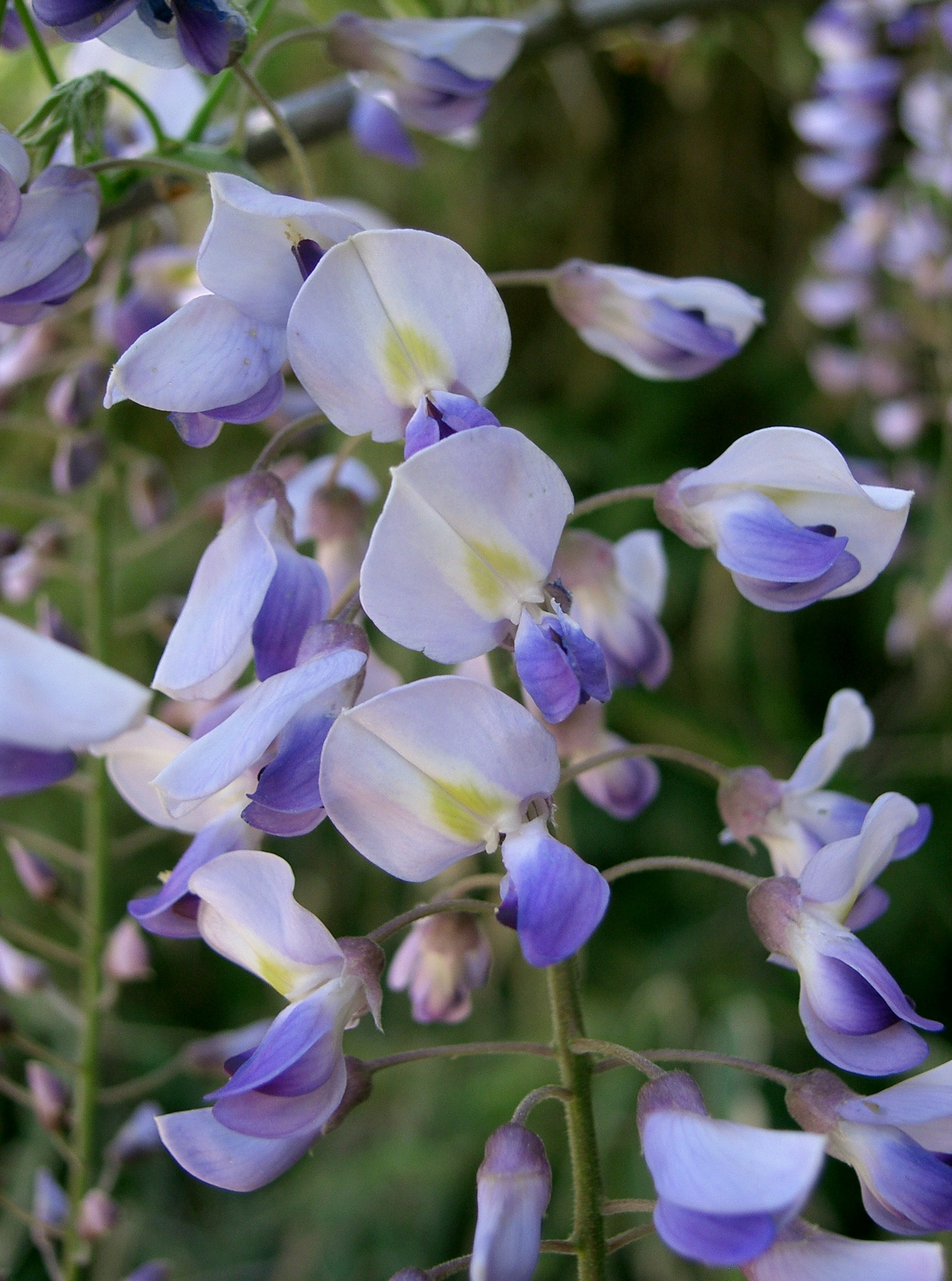
Квіти ґліцинії японської
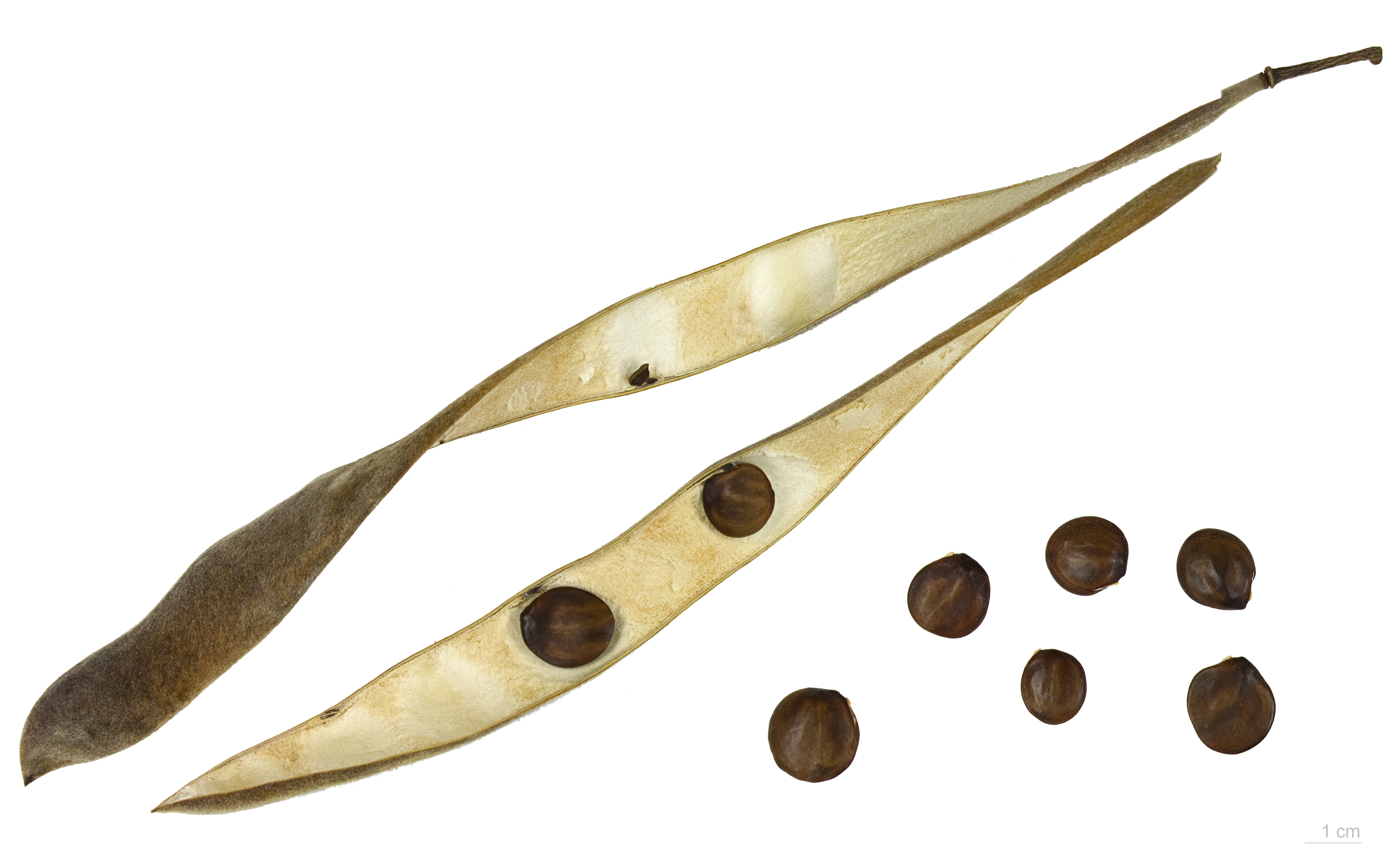
Плоди ( Muséum de Toulouse )
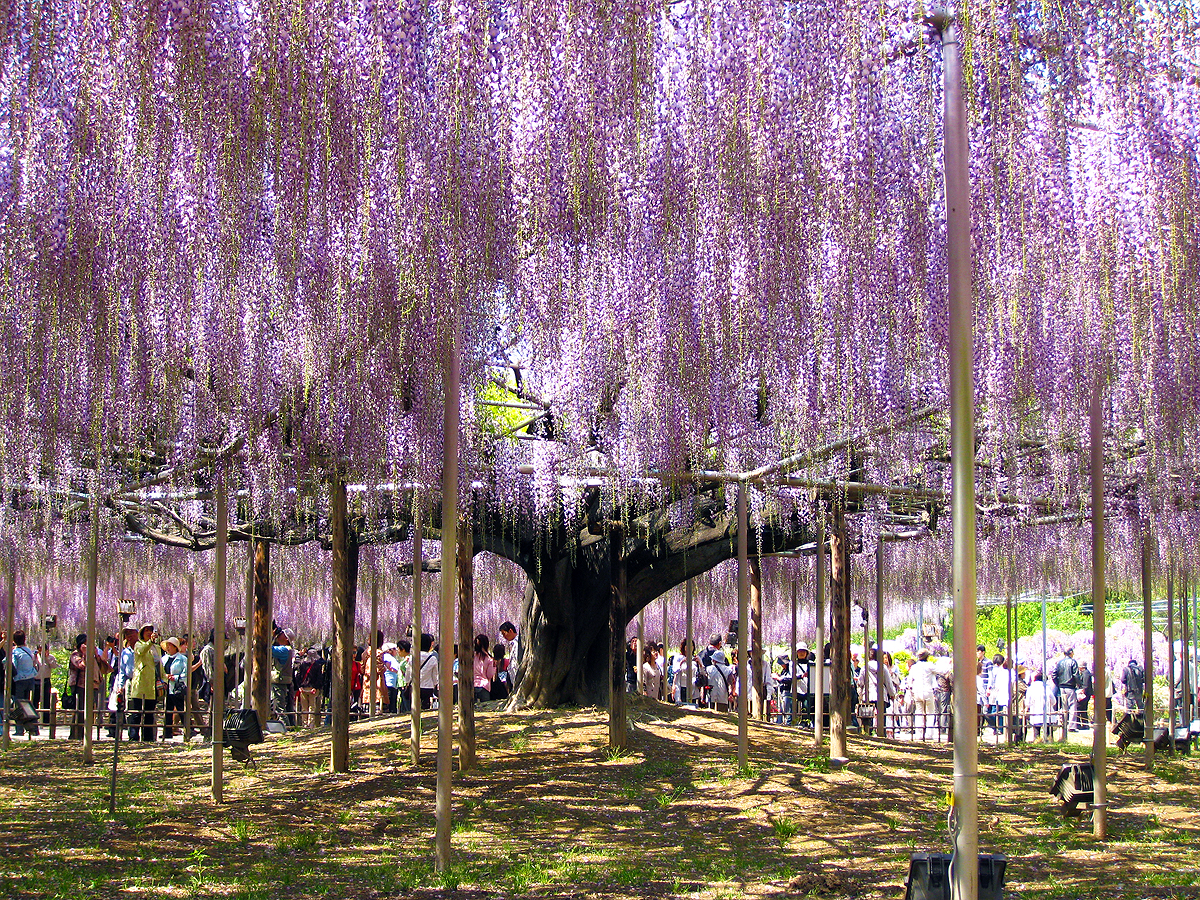
Велике дерево ґліцинії у квітковому парку Асікага в Асікага, Точігі, Японія. Найбільша гліцинія в Японії, вона датована 1870 роком і 1,990 квадратного метра (21,42 фут2) станом на  травень 2008.
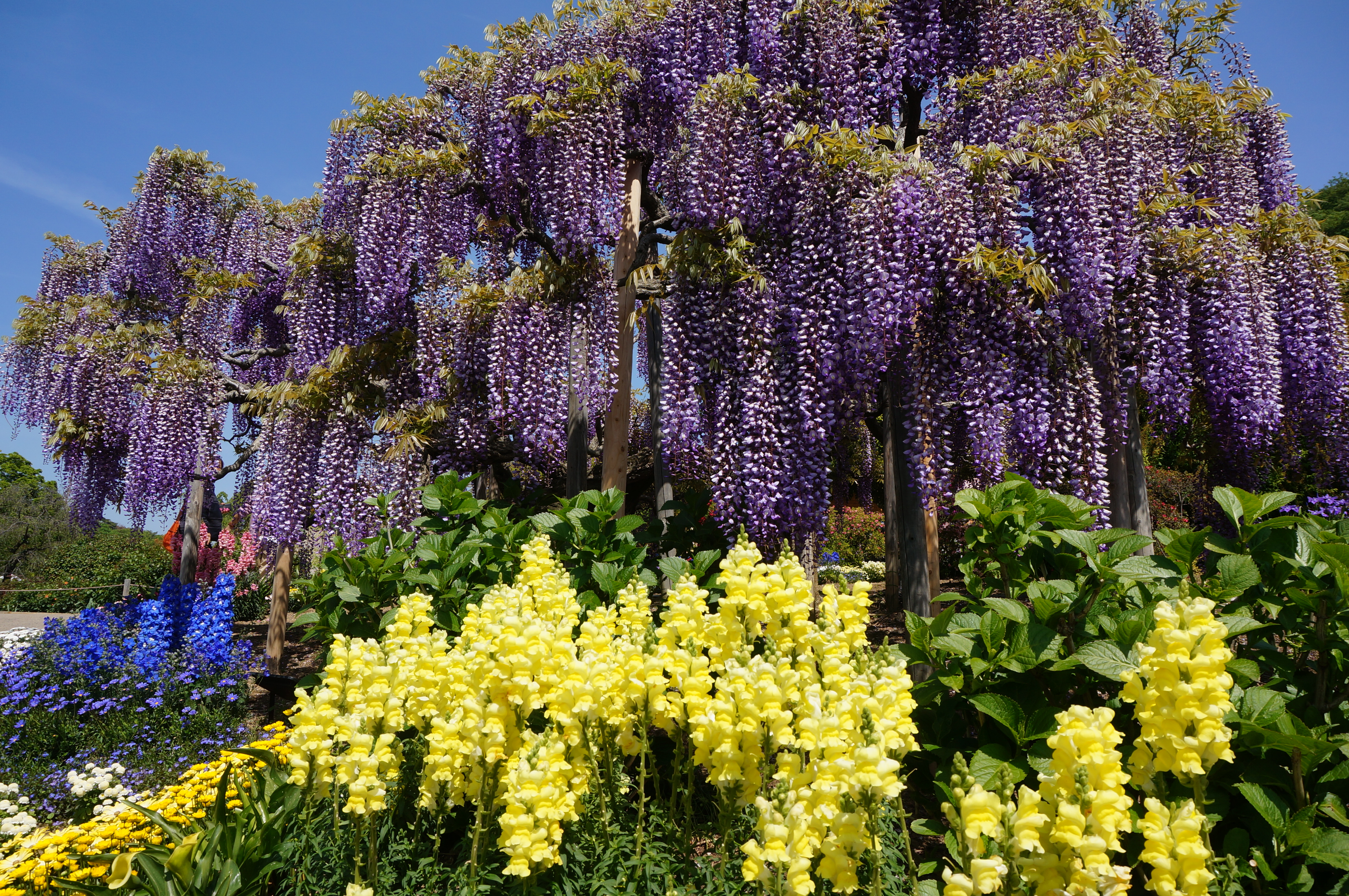
Фіолетові ґліцинії в квітковому парку Асікага
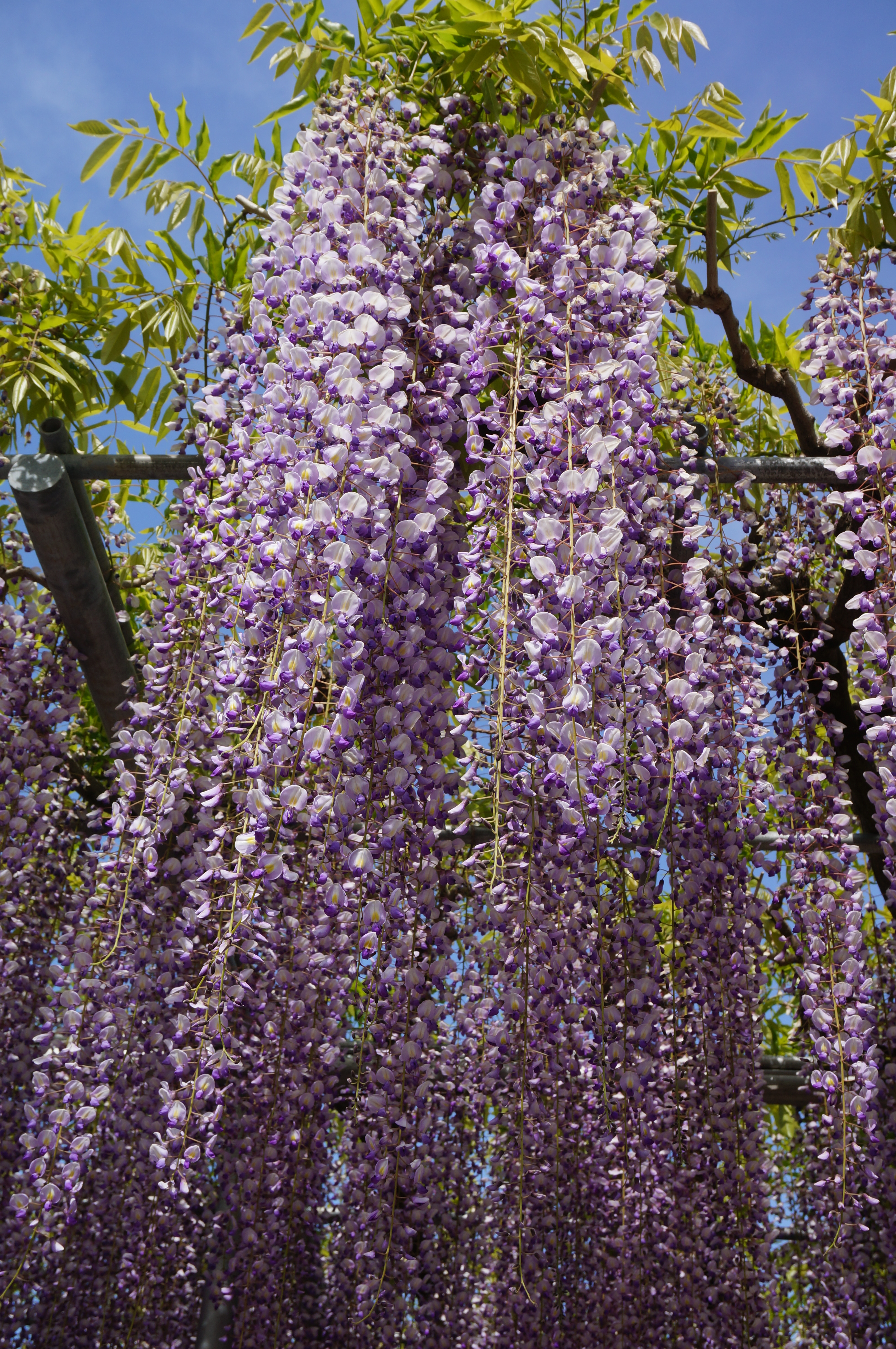
Фіолетові ґліцинії в квітковому парку Асікага
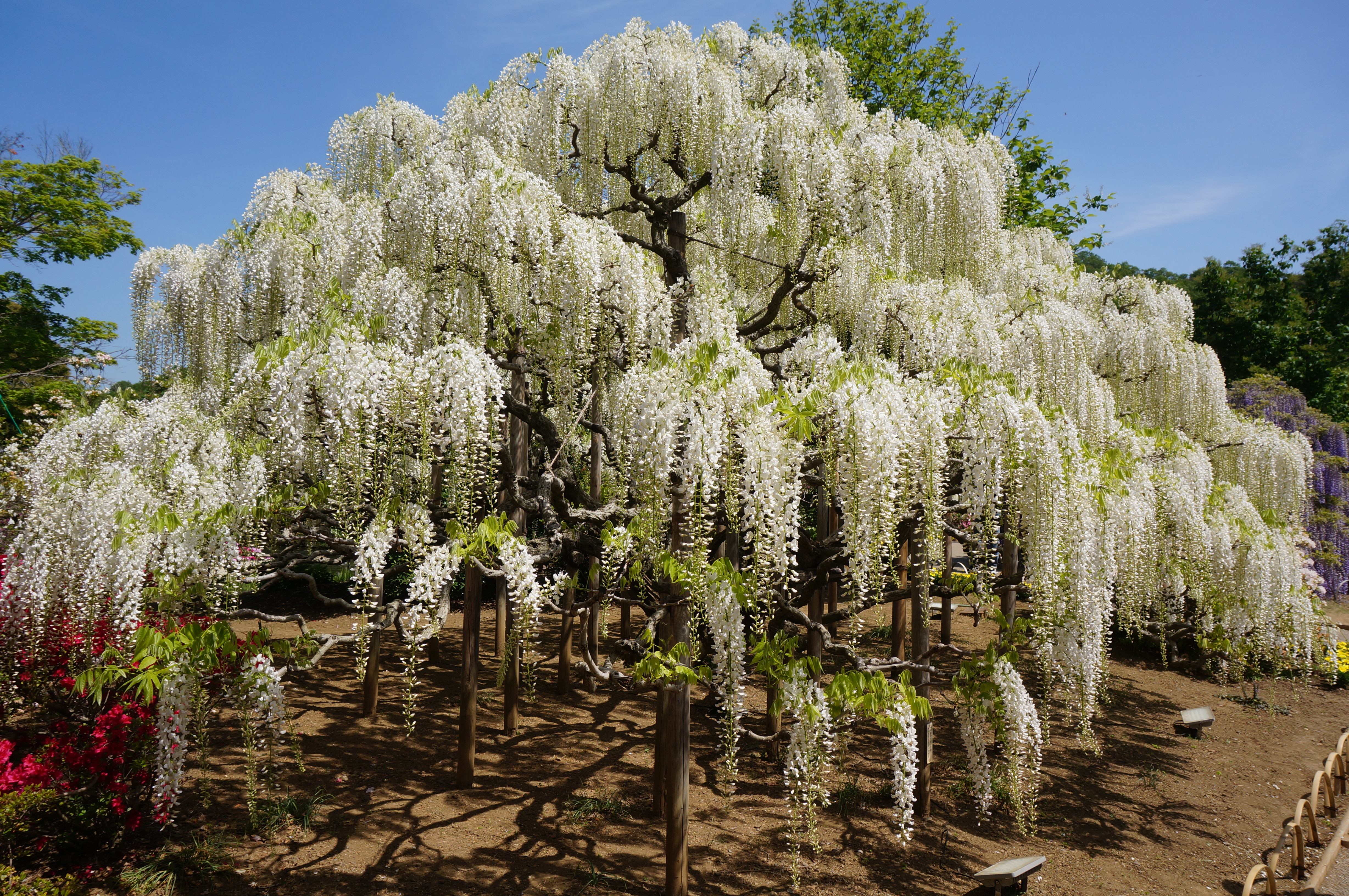
Біла ґліцинія в квітковому парку Асікага
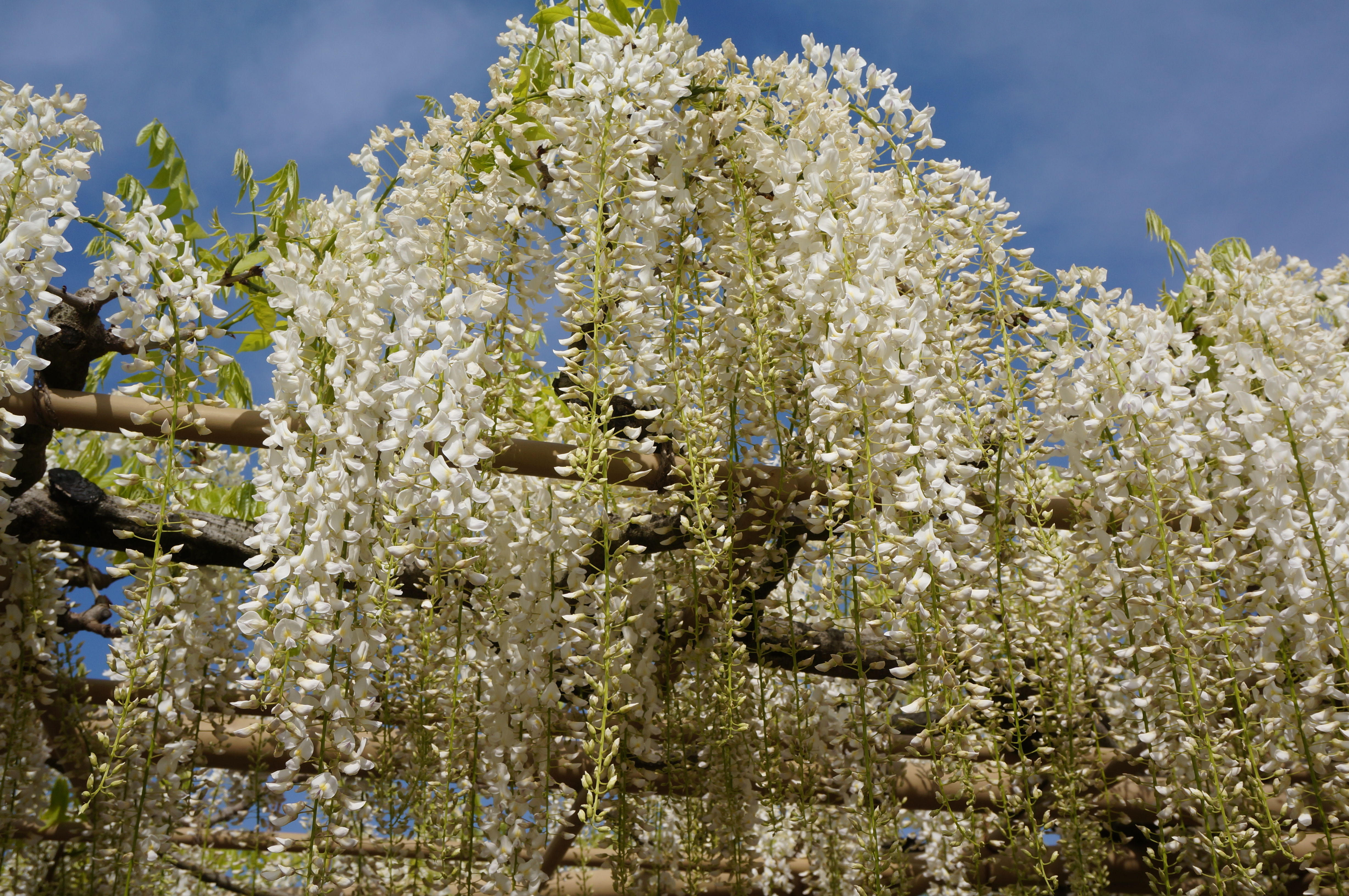
Біла ґліцинія в квітковому парку Асікага
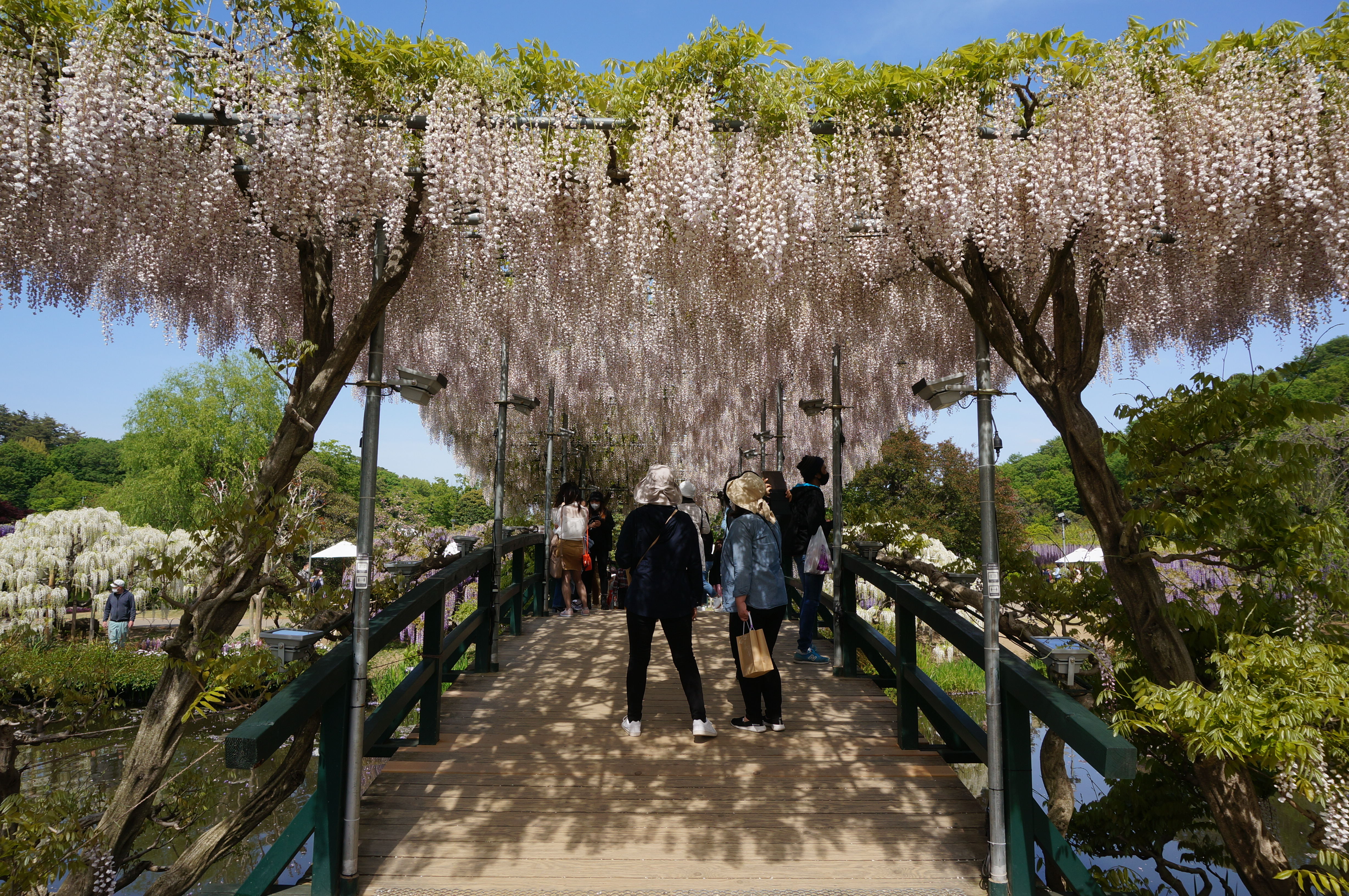
Каскад рожевих ґліциній над містком у квітковому парку Асікага
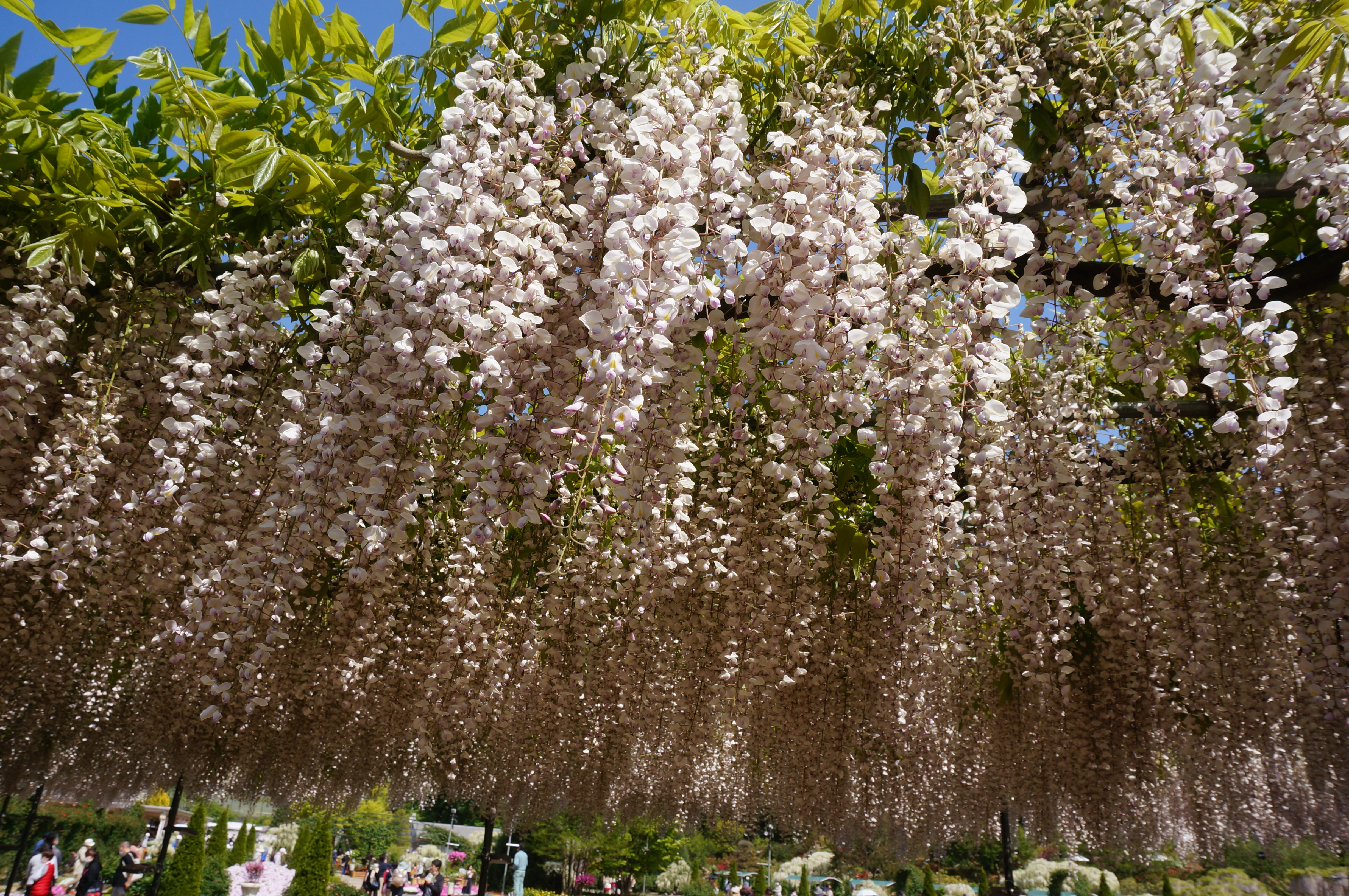
Рожева гліцинія Ligtht у квітковому парку Асікага
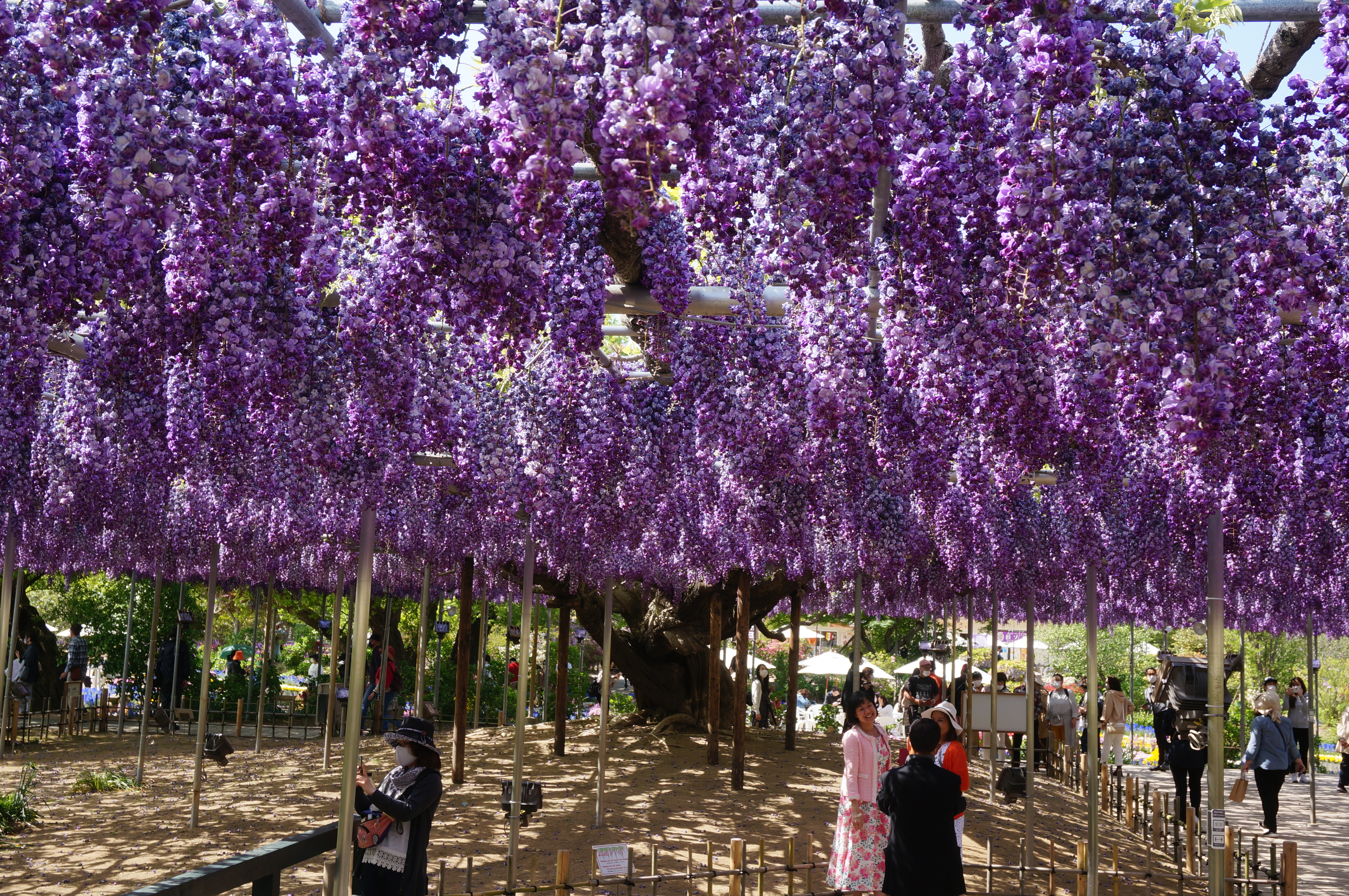
Ґліцинія з подвійними квітами в квітковому парку Асікага